# Cymothales poultoni
Cymothales poultoni is een insect uit de familie van de mierenleeuwen (Myrmeleontidae), die tot de orde netvleugeligen (Neuroptera) behoort. 
Cymothales poultoni is voor het eerst wetenschappelijk beschreven door Navás in 1913.